# قرزح رمادي
قرزح رمادي (الاسم العلمي: Atraphaxis canescens) هي نوع من النباتات يتبع جنس القرزح من فصيلة البطباطية.